# Корнедо-аль-Изарко
Корнедо-аль-Изарко (итал. Cornedo all'Isarco) — коммуна в Италии, располагается в регионе Трентино — Альто-Адидже, в провинции Больцано.
Население составляет 3111 человек (2008 г.), плотность населения составляет 78 чел./км². Занимает площадь 40 км². Почтовый индекс — 39050. Телефонный код — 0471.
Покровителем коммуны почитается святой Вит, празднование 15 июня.

## Демография
Динамика населения:

## Администрация коммуны
- Официальный сайт: http://www.comune.cornedo.bz.it/